# Норуолк (Калифорния)
Норуолк (англ. Norwalk) — город в США в штате Калифорния, округ Лос-Анджелес. Является пригородом Лос-Анджелеса.
Население — 105 120 человек (2018), что является 69-м показателем по численности населения среди городов штата и 293-м по США.
Город имеет железнодорожное сообщение с Лос-Анджелесом.

## История
Область известная как Norwalk была землёй на которой издревле проживали индейцы племени Шошоны. Индейцы жили собирая дикий мёд, ягоды, жёлуди, добывая белок, кроликов и птиц. В конце 1760-х годов здесь появились европейские переселенцы и их потомки. Тогда появилась дорога El Camino Real и эта местность находилась под властью Испании.
После американо-мексиканской войны в 1848 году прежнее существование индейцев собирательством и охотой стало невозможным. Вся земля была поделена на участки и они были выставлены на продажу когда Калифорния вошла в состав Соединённых Штатов. В 1869 году, Этвуд Спроул, от имени своего брата, Гилберта, приобрёл 463 акра (1,87 км²) земли по цене в $11 за акр ($2700 / км²) в районе, известном как исп. Corazon de los Valles, или «Сердце долины».
К 1873 году по этой местности была проложена железная дорога. Для железнодорожной станции было приобретено 9,3 Га земли. В 1874 году название станции было записано официально как Norwalk.
Город был основан в 1880 году, вскоре там появились первая школа и сыроваренный завод, затем несколько ферм и молочных заводов, которые к началу XX века стали основой экономики города наряду со свекольными фермами; многие фермеры были эмигрантами из Нидерландов. В настоящее время большая часть производств в городе закрыта. Статус города Норуолк получил в 1957 году; начиная с 1950-х годов в городе стала расти численность испаноязычного населения.
В 1958 году в небе над городом произошло столкновение военных самолётов  транспортный Douglas C-118A Liftmaster и патрульный Lockheed P2V-5F Neptune, в результате погибло 48 человек, в том числе 1 жительница города, а городу был нанесён ущерб.

## География
Город лежит в 27 км к юго-востоку от центра Лос-Анджелеса.
Согласно Бюро переписи Соединенных Штатов, площадь города составляет 25,25 км², из которых 25,15 км² — суша и 0,1 км² — вода.
Норуолк граничит с Дауни на северо-западе, Беллфлауэром на юго-западе, Серритосом и Артижей на юге, и Санта-Фе-Спрингс на севере и востоке.

## Демография
Согласно переписи 2010 года численность населения Норуолка составляла 105 549 человек. Норуолк занимает 64-е место по численности населения в Калифорнии. Плотность населения 4181,3 чел/км². Расовый состав: 49,4 % белые, 12 % азиаты, 4,4 % чернокожие, 1,1 % коренных американцев, 0,4 % гавайцев или выходцев с островов Океании, 28,4 % другие расы, 4,3 % потомки двух и более рас.
В городе имелось 28 083 единицы жилья, плотность размещения жилья 1112,5 на км². 65,1 % жилья было занято владельцами (в собственных домах проживало 66,5 % населения), а 34,9 % проживали в арендованном жилье (в арендованном жилье проживало 32 % населения).
По состоянию на 2000 год, согласно данным переписи, медианный доход на одно домашнее хозяйство в городе составлял $46047, доход на семью $47524. У мужчин средний доход $31579, а у женщин $26047. Средний доход на душу населения $14022. 9,5 % семей или 11,9 % населения находились ниже порога бедности, в том числе 14,8 % молодёжи младше 18 лет и 7,6 % взрослых в возрасте старше 65 лет.